# Luisia cordatilabia
Luisia cordatilabia là một loài thực vật có hoa trong họ Lan. Loài này được Ames & Quisumb. mô tả khoa học đầu tiên năm 1933.